# Iridomyrmex exsanguis
Iridomyrmex exsanguis é uma espécie de formiga do gênero Iridomyrmex.